# Mandel Sámuel
Mandel Sámuel (Szinérváralja, 1875. június 18. – Budapest, 1943. október 4.) rabbi.

## Élete

### Származása

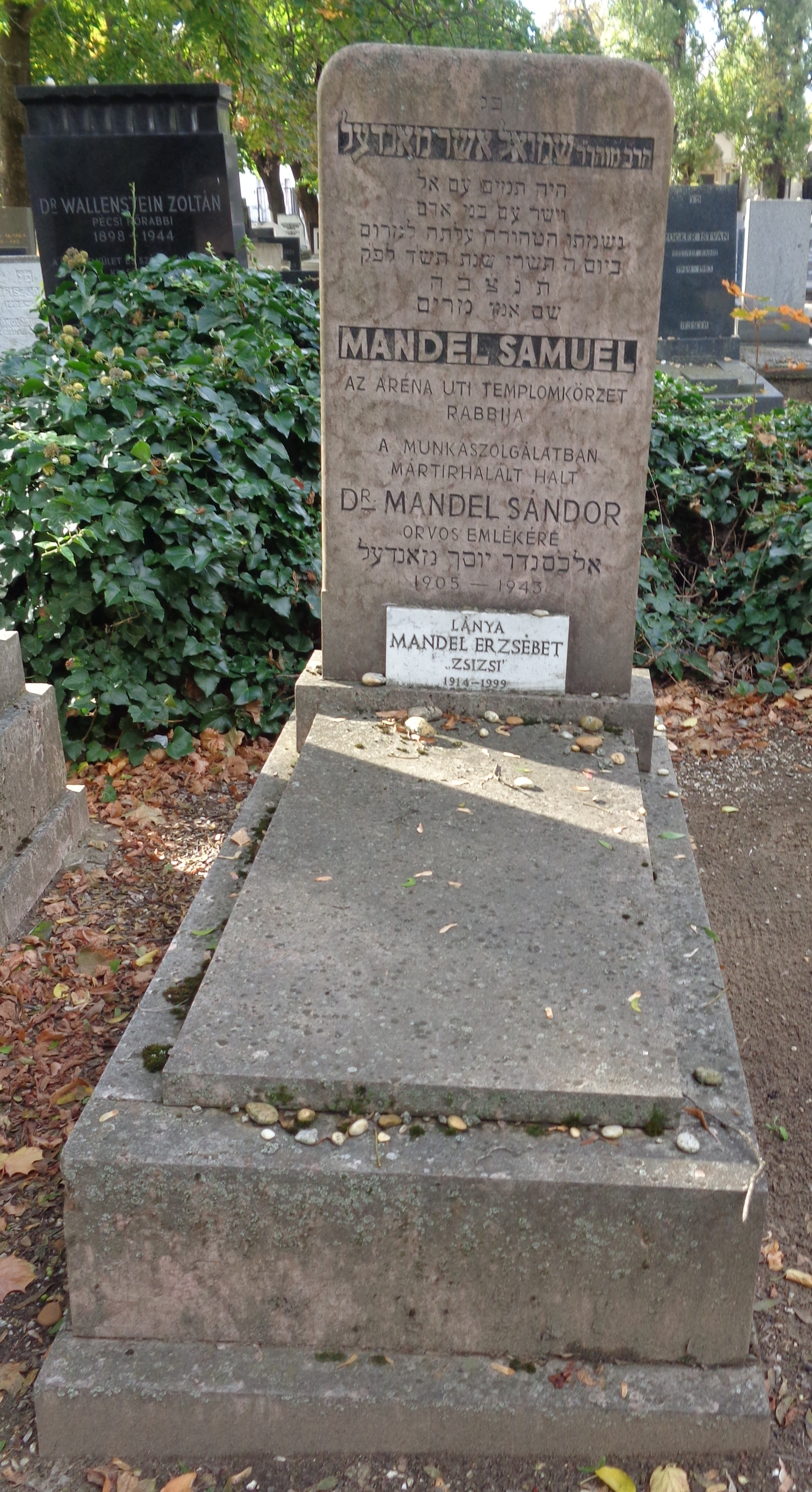
Sírköve a Kozma utcai izraelita temető 4/A parcellájában.

1875. június 18-án született a Szatmár vármegyei Szinérváralján Mandel Mózes kereskedő és Schönfeld Mária gyermekeként.

### Tanulmányai és rabbisága
Konzervatív jesivákban tanult, majd Pakson szolgált segédrabbiként. 

#### Ercsi (1903–1911)
1903-ban, Halas Simon halála után három évvel lett az ercsi izraelita anyakönyvi kerület főrabbija. Ercsi évei alatt fellendítette a helyi zsidó vallásos életet, nőegyletet, ifjúsági egyesületet alapított és jótékony gyűjtéseket szervezett. Miután elkerült a településről, még hosszú évekig visszajárt esketni és gyászbeszédeket tartani.
Miután elhagyta a települést, az ercsi rabbi tisztje több mint huszonkét évig üres volt. 1934-ben a pozíciót dr. Grün Albert foglalta el.

#### Apostag (1911–1921)
1911-ben a nagy múltú apostagi izraelita hitközség rabbijává választották.

#### Budapest, Aréna úti körzet (1921–1943)
1921-től haláláig a budapesti Aréna úti (ma Dózsa György úti) izraelita körzet főrabbija volt. 1943. október 4-én halt meg a Városmajor utcai János Szanatóriumban akut leukémia következtében. 68 éves volt.

### Családja
Felesége Adler Eszter (1884–1961) volt, Adler Sándor paksi főrabbi lánya. Sógora volt Adler Illés népszerű fővárosi rabbi. Öt gyermeke született: Mandel Margit (1904–1985), Mandel (Máté) Miklós, a Bethlen téri körzet főrabbija, (1906–1984), Mandel Sándor (1907–1944), Mandel Jenő (1909–1992) és Mandel Erzsébet (1914–1999). Margit lánya révén Popper Péter (1933–2010) pszichológus nagyapja volt.

## Művei
- Mandel Sámuel (1909): Beszédek. Kunszentmiklós: Schwarcz Nyomda.
- Mandel Sámuel (1927): A zsidó asszony vallási kötelességei. Budapest.